# Karl-Heinz Drzysga
Karl-Heinz Drzysga (* 14. Dezember 1937) ist ein ehemaliger deutscher Fußballspieler. Für den SC Turbine Erfurt spielte er in den 1960er Jahren in der DDR-Oberliga, der höchsten Spielklasse im DDR-Fußball.

## Sportliche Laufbahn
1956 gewann der 18-jährige Karl-Heinz Drzysga mit der Betriebssportgemeinschaft (BSG) Motor Sömmerda den Meistertitel in der Bezirksliga Erfurt und stieg mit der Mannschaft in die drittklassigen II. DDR-Liga auf. Als die BSG Motor 1960 wieder in die Bezirksliga absteigen musste, wechselte Drzysga zusammen mit seinen Mannschaftskameraden Erwin Seifert und Rainer Knobloch zum Oberligisten und Fußballschwerpunkt der Region, dem SC Turbine Erfurt.
1961/62 wurde der DDR-Fußball von der Kalenderjahrsaison auf den Sommer-Frühjahr-Rhythmus umgestellt, und in der Oberliga mussten vom Februar 1961 bis zum Juni 1962 39 Spiele ausgetragen werden. Der SC Turbine setzte Neuling Drzysga zunächst in der Reservemannschaft ein, ehe dieser am 11., 12. und 18. Spieltag zu drei Oberligaeinsätzen als Einwechselspieler kam. Erst als Mittelfeldspieler Karl-Heinz Brandt längerfristig ausfiel, griff Trainer Wolfgang Seifert vom 24. Spieltag an regelmäßig auf Drzysga zurück, sodass dieser bis zum Saisonende auf 15 Oberligaeinsätze kam, allerdings ohne Torerfolg. Für die Spielzeit 1962/63 wurde Drzysga wieder für den Oberligakader nominiert, und obwohl im Laufe der Saison mehrere Spieler des SC Turbine ausfielen, kam Drzysga in der Hinserie nur in einem, in der Rückrunde nur in fünf Oberligaspielen zum Einsatz. 1963/64 verzichte Trainer Seifert vollends auf den Einsatz von Drzysga, der SC Turbine stieg aus der Oberliga ab. In der DDR-Liga-Saison 1964/65 kehrte Drzysga wieder in das Team der 1. Mannschaft zurück und war mit 14 Ligaeinsätzen bei 30 ausgetragenen Spielen sowie mit drei Toren am erfolgreichen Wiederaufstieg beteiligt.
Nachdem Drzysga in der Oberligaspielzeit 1965/66 wieder nicht berücksichtigt worden war, kehrte er zur Saison 1966/67 zur BSG Motor Sömmerda in die Bezirksliga zurück. Dort gewann er 1969 den Bezirkspokal und 1970 die Bezirksmeisterschaft, verpasste aber in den Aufstiegsspielen die Qualifikation für die DDR-Liga. Nachdem er seine Laufbahn als aktiver Fußballspieler nach 21 Oberliga- und 14 DDR-Liga-Spielen beendet hatte, wurde er anschließend in Sömmerda Nachwuchstrainer.